# L'Encyclopédie du savoir relatif et absolu
Pour les articles homonymes, voir Esra (homonymie) et absolu.
L'Encyclopédie du savoir relatif et absolu est une œuvre de fiction se présentant comme encyclopédique, issue de l'imagination de l'écrivain français Bernard Werber, parue pour la première fois indépendamment de son œuvre originale en 1993 dans l’édition Albin Michel. Elle est basée sur des passages encyclopédiques fictifs en préambules de chapitres des livres composant la Trilogie des Fourmis (Les Fourmis, Le Jour des fourmis et La Révolution des fourmis), qui auraient été écrits par le personnage d'Edmond Wells, et qui sont également présents dans les cycles des anges et des dieux, ainsi que dans Troisième humanité, Les Micro-Humains et La diagonale des reines.

## Historique de création
L'ouvrage a été publié pour la première fois en 1993. Il a depuis été réédité plusieurs fois, notamment sous les noms de Livre secret des fourmis et Nouvelle encyclopédie du savoir relatif et absolu. Lorsqu'il est cité dans les différents romans de Werber, il est souvent plus simplement désigné comme l’ESRA ou l’Encyclopédie. C’est cependant en 1991 que l’on prend connaissance de l’existence de l’encyclopédie via le personnage de Nicolas Wells et de M. Gougne dans la Trilogie des Fourmis.

## Description
Il s'agit avant tout d'un recueil d'éléments surprenants, existants dans l'univers fictif de Werber : des anecdotes variées sur de nombreux sujets, permettant à l'auteur d'amener des réflexions philosophiques valables dans son univers. Il aborde ainsi la physique, la philosophie ou la métaphysique. Par exemple, il présente et explique au lecteur l'équation contradictoire 1 + 1 = 3 (il utilise dans sa pseudo-démonstration une division par zéro, procédé générateur de contradictions dans les mathématiques en dehors de l'univers fictif de Werber). Cette formule revient régulièrement dans L’Encyclopédie en tant que métaphore : l'union de deux êtres est plus puissante que leur simple somme, deux choses seront toujours plus fortes associées que dissociées.

## Contenu
Le livre se compose de 12 chapitres, et en tout de 245 courts passages se présentant comme encyclopédiques et pouvant varier de plusieurs pages à un court paragraphe.

## Critique
Il est à noter qu'un grand nombre de « faits » ne sont pas étayés par des sources fiables. Dans la théorie des jeux, les recherches du scientifique américain Anatoly Rapoport sur la stratégie de la « coopération » sont vaguement présentées. L'insistance de l'auteur sur l'ablation des cordes vocales du chien singapourien ne correspond pas à la réalité également. De plus, Werber est devenu un partisan du mythe de seulement 10 % d'utilisation du cerveau, qui a ensuite été réfuté par les scientifiques,.
Aussi, les « anecdotes » (comme il le décrit lui-même) ne permettent pas d'établir de réels faits scientifiques car elles ne sont que la croyance de l'auteur. Certaines sont trop courtes pour se faire une opinion sur un sujet et peu détaillées.

## Éditions

### Première version
- 1993 : Le Livre secret des fourmis : Encyclopédie du savoir relatif et absolu / illustrations Guillaume Aretos. Paris : Albin Michel, 1993, 128 p.  (ISBN 2-226-06583-0)
- 1999 : Le Livre secret des fourmis : Encyclopédie du savoir relatif et absolu / illustrations Guillaume Aretos. Paris : J'ai lu (no 4741), 10/1999, 310 p.  (ISBN 2-290-04741-4)

### Deuxième version
- 2000 : L'Encyclopédie du savoir relatif et absolu. Paris : Albin Michel, 11/2000, 263 p.  (ISBN 2-226-12041-6)
- 2000 : L'Encyclopédie du savoir relatif et absolu. Paris : Le Grand Livre du mois, Paris, 263 p.  (ISBN 2-7028-6237-3)
- 2003 : Le Livre secret des fourmis. Paris : Librairie générale française, coll. « Le Livre de poche » (no 15576), 04/2007, 282 p.  (ISBN 2-253-15576-4)
- 2007 : L'Encyclopédie du savoir relatif et absolu. Paris : Librairie générale française, coll. « Le Livre de poche » (no 15530), 08/2007, 269 p.  (ISBN 2-253-15530-6)

### Troisième version
- 2009 : Nouvelle encyclopédie du savoir relatif et absolu. Paris : Albin Michel, 04/2009, 586 p.  (ISBN 978-2-226-18654-6)
- 2009 : Nouvelle encyclopédie du savoir relatif et absolu. Paris : Le Grand Livre du mois, 586 p.  (ISBN 978-2-286-05559-2)
- 2011 : Nouvelle encyclopédie du savoir relatif et absolu. Librairie générale française, coll. « Le Livre de poche » (no 32324), 08/2011, 665 p.  (ISBN 978-2-253-16029-8)

### Quatrième version
- 2018 : L'Encyclopédie du savoir relatif et absolu : livres I à XI et suppléments. Paris : Albin Michel, 10/2018, 704 p.  (ISBN 978-2-226-43884-3) Dans ce recueil, sont réunis les extraits de l'Encyclopédie du Savoir Relatif et Absolu : des Fourmis jusqu'aux tout derniers romans, tout ce qui a été publié de l'ESRA dans tous les livres de Bernard Werber...

### Cinquième version
- 2019 : L'Encyclopédie du savoir relatif et absolu des chats : Livres XI & XII. Paris: Albin Michel, 30/10/2019, 160 p.  (ISBN 978-2226445551). Recueil rassemblant les passages de l'encyclopédie dans Demain les chats et Sa majesté des chats.